# Cobar
Cobar es una ciudad localizada en el centro-oeste de Nueva Gales del Sur, Australia, cuya economía se basa principalmente en la extracción de metales básicos y de oro. La ciudad está a 712 km (442,4 mi) por carretera al noroeste de la capital del estado, Sídney, en el cruce de la Kidman Way y de la Barrier Highway. La ciudad y el condado de Cobar se hallan en el extremo este del outback. En el censo de Australia de 2026, el pueblo de Cobar tenía una población de 3.990 habitantes. La comarca tiene una población de aproximadamente 4.700 habitantes y un área de 44 065 kilómetros cuadrados (17 013,5 mi²).
Cobar y sus alrededores poseen varios lugares de interés cultural. La ciudad conserva gran parte de su arquitectura colonial del siglo XIX. The Towsers Huts, 3 km al sur de la ciudad pero actualmente inaccesibles al público, son las ruinas de unas viviendas coloniales muy simples de alrededor de 1870. Las antiguas pinturas rupestres aborígenes del monte Grenfell son algunas de las mayores y más importantes de Australia.

## Historia

### Orígenes indígenas
El área de Cobar es parte del territorio tradicional del pueblo Wongaibon (dentro del grupo de la lengua ngiyampaa, asociado con las llanuras áridas y las colinas rocosas del área centro-oeste de Nueva Gales del Sur, bordeada por los ríos Lachlan, Darling-Barwon y Bogan). El nombre 'Cobar' se deriva de una palabra ngiyampaa, transcrita de diversas formas como 'kubbur', 'kuparr', 'gubarr' o 'cuburra', para un pozo de agua y una cantera donde se extraen pigmentos de ocre, y se extrajeron caolín y minerales de cobre azul y verde para uso ceremonial. Otras fuentes afirman que la palabra aborigen significa "tierra roja" o "tierra quemada" (el ocre utilizado para la pintura corporal ceremonial).
El sitio histórico del monte Grenfell, ubicado al noroeste de Cobar, es un importante lugar de reunión tradicional con significado ceremonial. Contiene una gran cantidad de muestras de arte rupestre, especialmente pinturas de ocre y caolín con figuras humanas y animales, así como pintura rupestre en cuevas.

### Ganadería
Para los pastores que habían emprendido recorridos por el río Darling durante la década de 1850, el área de Cobar era una región sin agua entre ríos. A medida que las granjas ganaderas se hicieron más estables, se construyeron depósitos y pozos para permitir que el ganado pastara en áreas alejadas de los cursos de agua permanentes (conocidas como "estaciones traseras"). A mediados de la década de 1860, se establecieron estaciones secundarias como 'Booroomugga' y 'Buckwaroon' en la localidad de Cobar (dentro del distrito ganadero de Warrego).

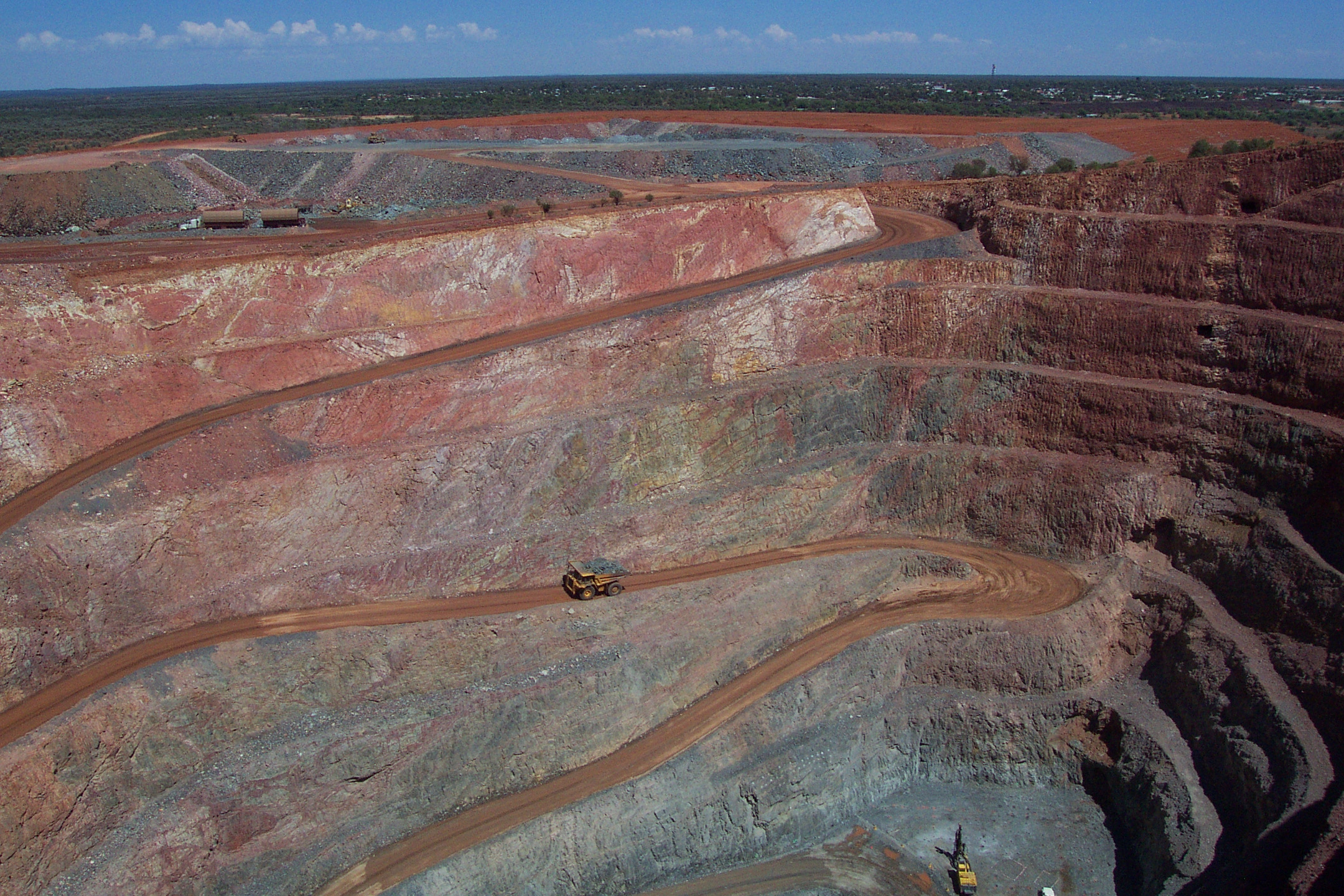
Mina a cielo abierto de New Cobar

### Mineral de cobre
En septiembre de 1870, tres perforadores contratados, Charles Campbell, Thomas Hartman y George Gibb, viajaban hacia el sur desde Bourke hasta el río Lachlan. Habían contratado a dos aborígenes, Frank y Boney, para que los guiaran a través de los abrevaderos permanentes en el terreno seco entre los ríos. En el camino acamparon junto al abrevadero de Kubbur. Los hombres notaron la mancha verde y azul en el pozo de agua y recolectaron algunas muestras de rocas. En su viaje más al sur, se detuvieron en una caseta operada por Henry Kruge (en el futuro municipio de Gilgunnia). La esposa de Kruge, Sidwell, era de Cornualles y su familia había emigrado al sur de Australia a finales de la década de 1840 y extraía mineral de cobre en Burra. Pudo identificar que la roca contenía cobre. La evaluación de Sidwell Kruge se confirmó cuando su marido fundió algunas de las muestras de mineral en la fragua de su herrería. Luego, los tres hombres regresaron a Bourke, con la intención de asegurarse los derechos sobre el terreno alrededor del pozo de agua de Kubbur.

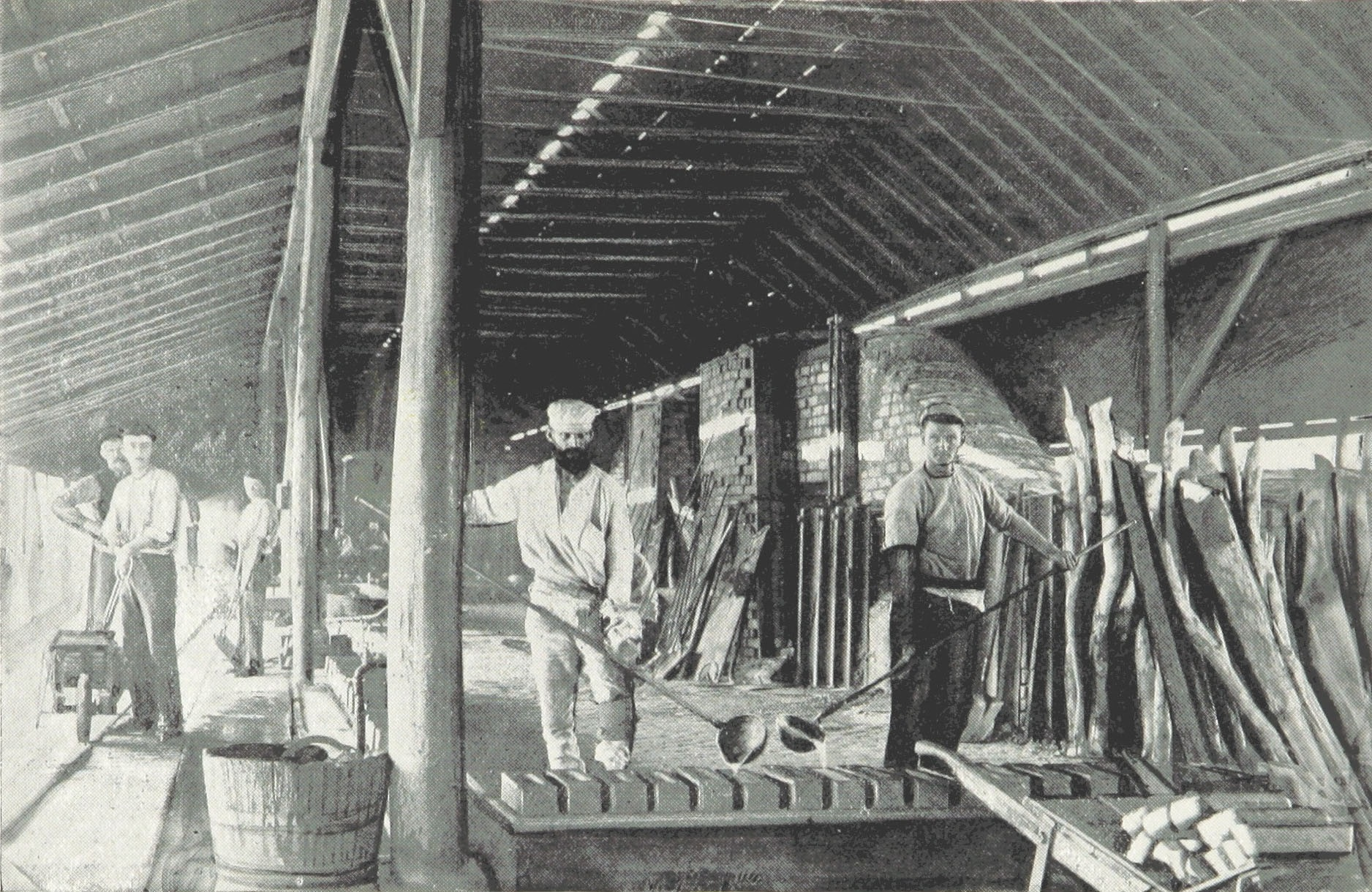
Refinería del Sindicato Minero Great Cobar Copper, Lithgow

En sociedad con el empresario de Bourke, Joseph Becker, Campbell, Hartman y Gibb realizaron una compra condicional de minerales de 40 acres (16,2 ha) en la localidad. Poco tiempo después se formó la Compañía Minera de Cobar, y se transfirió el arrendamiento de la mina a la empresa. En mayo de 1871 se informó que había anunciado “una licitación para extraer mineral de cobre de Cobar”. En julio de 1871 se celebró una reunión en Bourke "de caballeros interesados en la mina de cobre Cobar" y las acciones se "compraron ansiosamente a 15 libras esterlinas por acción". En noviembre siguiente se informó que "los asuntos de Cobar Copper Mine Company están en una condición floreciente, las acciones se han disparado de £15 a £70 y £80 por acción".
En diciembre de 1871, un corresponsal visitó “la nueva mina de cobre de Cobar” en compañía del Capitán Lean, el recién nombrado gerente de la mina. La mina había estado en funcionamiento durante los cuatro meses anteriores. Estaba situada "en una cresta empinada, y a lo largo de toda la longitud de la cresta (aproximadamente media milla) son evidentes indicaciones de la presencia del mineral". El mineral era variado, “compuesto por carbonato azul y rojo, óxido rojo y negro, y es de muy alta calidad”. Opinaba que la mina Cobar "promete ser una de las minas de cobre más ricas que ha producido Australia".
La South Cobar Mining Company construyó un horno en Cobar y en mayo de 1875 comenzó las operaciones de fundición. Poco después se construyeron dos hornos más y una refinería. En diciembre de 1875, la Cobar Copper Mining Company se fusionó con la South Cobar Mining Company para formar la Great Cobar Copper Mining Company Ltd. Esta empresa y otras formadas posteriormente operaron una serie de trenes ligeros para el transporte de productos mineros y materiales similares, así como madera para el entibado de las minas. Cobar y muchas localidales dieron alojamiento a los mineros que viajaron al área a finales de la década de 1880. La gran mayoría de estos mineros eran australianos con orígenes familiares en Cornualles.

### Oro
Aunque Cobar es más conocido como un área minera de cobre, también ha sido un importante yacimiento de oro. La primera mina productora de oro importante en Cobar fue la mina Chesney. Se considera que la mina New Occidental ha sido la mina de oro más productiva de Nueva Gales del Sur. El oro también se produjo refinando el cobre fundido a partir de minerales de cobre, lo que se hizo por primera vez en la refinería de cobre electrolítico Great Cobar en Lithgow.

### Municipio de Cobar

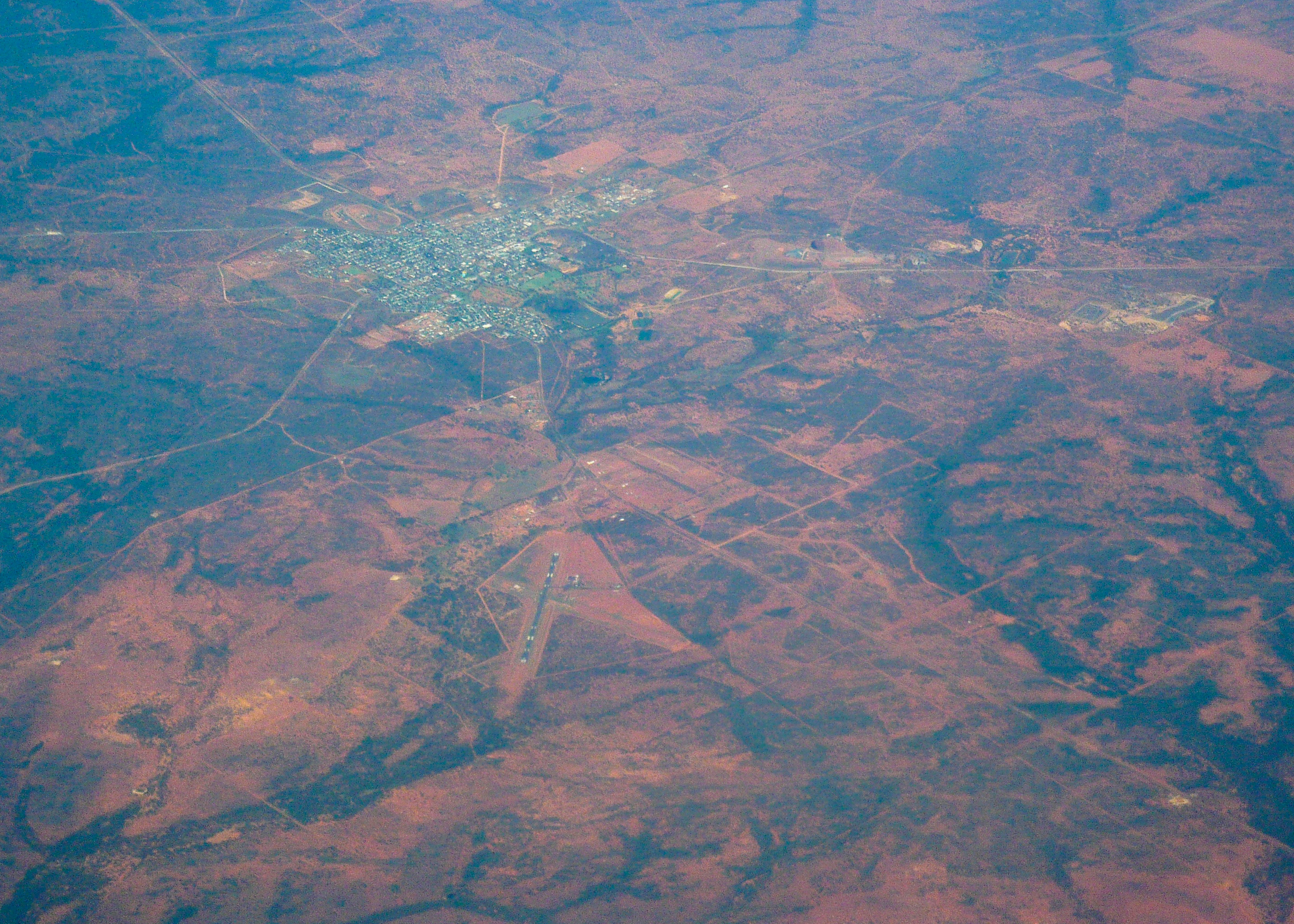
Vista aérea (2009)

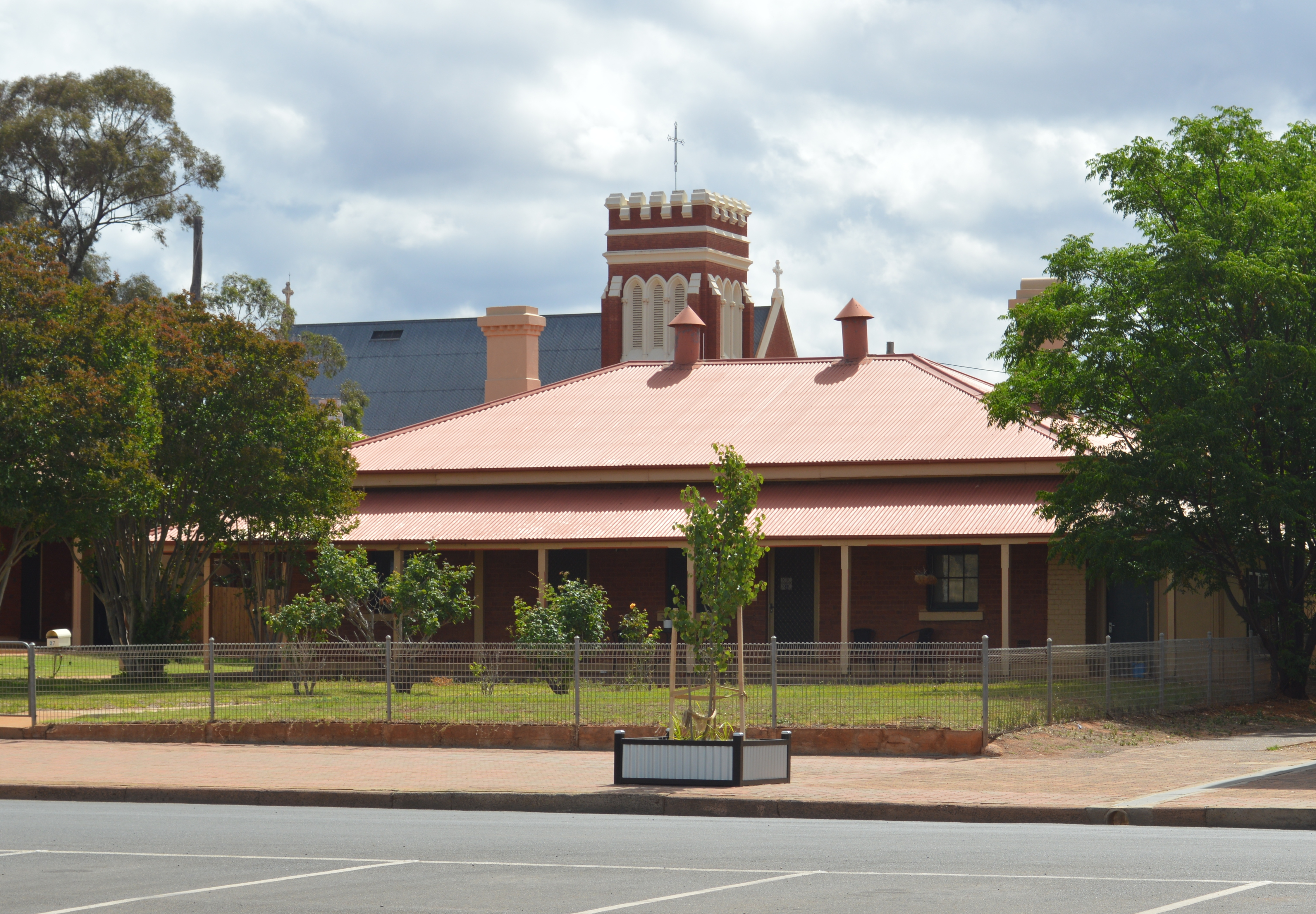
Comisaría de policía de Cobar en Barton St, con la iglesia católica St Laurence O'Toole al fondo

En marzo de 1881, el asentamiento de Cobar se describió como "grande y disperso, como lo son generalmente los pueblos mineros, compuesto principalmente de casetas y cabañas, que se extienden en todas direcciones y cubren una extensa área de terreno". Se estimó que la población era de 2.500 personas, compuesta “principalmente de mineros y sus familias”. El municipio se "dividió en tres partes", descritas como "el municipio del gobierno, el municipio privado (o el que se encontraba sobre el terreno ocupado por la empresa que explotaba la mina o pertenecía a ella) y el municipio de Cornish", con "la mina y sus instalaciones en el centro". La mayoría de las casas, locales comerciales y edificios públicos estaban ubicados en el Municipio Privado. En el Municipio Gubernamental había "muy pocas casas en verdad". Cornish Town fue descrito como "bastante densamente poblado". La "falta de agua" fue descrita como "el gran inconveniente para la comodidad de los habitantes de Cobar" y en varias ocasiones "la gente ha estado al borde de sufrir los efectos de la carestía del agua". Los depósitos construidos por el gobierno que dependían de las lluvias eran el principal medio de suministro doméstico y para el ganado, complementados con "pequeños depósitos hundidos en el suelo" al lado de muchas de las casas.
Una descripción de Cobar publicada en abril de 1888 señalaba que "las casas generalmente están construidas de manera sólida; muchas de ellas de ladrillo", con una serie de "edificios de tablones de madera y hierro y algunas casas de adobe o barro" repartidas por todo el pueblo. El palacio de justicia se describió como "una hermosa estructura de ladrillo en Barton-street" con una cárcel al lado. El municipio contaba con nueve hoteles, "siendo los principales el Cobar y el Comercial", y dos bancos, "el Comercial y la Sociedad Anónima". El autor del texto opinaba que "Cobar debe su existencia como pueblo en gran medida a la Gran Mina de Cobre de Cobar, aunque las propiedades ganaderas también han contribuido en gran medida a hacer de él un asentamiento tierra adentro bastante próspero".
Todavía existen varios edificios patrimoniales de finales de la década de 1880 y principios de la de 1900, incluido el Great Western Hotel (1898), que se afirma que tiene la terraza más larga (mide 91 metros) de todo Nueva Gales del Sur, la Oficina de Correos (1885), el Juzgado (1887) y el Hotel del Juzgado (1895) en Barton Street, así como el Centro de Información al Visitante y Patrimonio de Cobar, ubicado en la antigua Oficina de Minas (1910). En Hillston Road, al sureste de la ciudad, se encuentra Fort Bourke Hill, que ofrece una vista a la ciudad, así como las históricas Towser's Huts, una serie de cabañas de mineros de piedra que datan de la década de 1890, posiblemente incluso de la década de 1870, y construidas por un minero italiano de nombre Antonio Tozzi.
En su apogeo, Cobar tenía una población de 10.000 habitantes. También se convirtió en el centro regional de los pueblos mineros cercanos, como Canbelego y Mount Drysdale. Sin embargo, las operaciones de extracción de cobre se desaceleraron en 1920 y, en la década de 1930, la población de la ciudad se había reducido a poco más de 1.000 personas, solo para aumentar nuevamente y estabilizarse en alrededor de 3.500 durante la década de 1970 y principios de la de 1980. La minería del cobre fue intermitente hasta 1965, cuando se reanudaron las operaciones a tiempo completo. En la década de 1980 se descubrieron oro, plata, plomo y zinc en la zona, lo que provocó un incremento de la población. El positivo desarrollo económico actual de la localidad se debe a la afluencia ligada al auge de la actividad minera. Tres cinturones mineros importantes están operativos en el área de Cobar: el cinturón Cobar, el cinturón de Canbelego y el cinturón de Girilambone. Las visitas a los emplazamientos mineros se pueden organizar a través del Centro de información para visitantes y patrimonio de Cobar, incluida la visita a la mina a cielo abierto. El Festival del Fantasma de los Mineros, que se celebra durante el último fin de semana de octubre, conmemora los espíritus de los antiguos mineros.

## Listados de lugares patrimoniales
Cobar tiene una serie de lugares catalogados como patrimonio, que incluyen:
- El Ferrocarril Nyngan-Cobar: estación del ferrocarril de Cobar[24]
- Calle Linsley 47: Oficina de Correos de Cobar[25]
- Nyngan Road (Barrier Highway): Centro de visitantes de Cobar/Centro patrimonial del Great Cobar (también conocido como Cobar Pastoral & Mining Museum; Oficinas de administración minera, Great Cobar Mines)[26]
- Nyngan Road (Barrier Highway): Oficina de Minas (anteriormente)[27]

### Incendio en el Nuevo Hotel Occidental
El New Occidental Hotel era una edificación ubicada en las afueras de la ciudad, construido en 1879; conocido como Star Hotelpor entonces. Se convirtió en un importante lugar local para los mineros, así como un lugar de reunión común de los habitantes de la zona. En agosto de 2014 se declaró un incendio en el edificio, en el que resultó muerto de un bombero a causa de los daños sufridos en el Hospital Dubbo Base.

## Población
Según el censo de población australiano de 2016, en Cobar residían 3990 personas.
- Los aborígenes y los isleños del Estrecho de Torres constituían el 11,8 % de la población.
- El 78,5 % de las personas nació en Australia y el 83,4% de las personas hablaba solo inglés en casa.
- Las respuestas más comunes para religión fueron católica 33,8%, sin religión 18,9% y anglicana 17,1%.[1]

## Economía
La economía de Cobar depende en gran medida del comercio con las minas locales y sus empleados y, en consecuencia, de los precios mundiales de los metales y, por lo tanto, está sujeta a grandes fluctuaciones. Durante 2008, después de una caída del 75% en los precios mundiales del zinc, una mina local eliminó 540 de sus 655 puestos de trabajo, con efectos secundarios que se sintieron en muchos otros negocios. En el transcurso de ese año, la fuerza laboral de Cobar se redujo en un 10%. La ciudad se beneficia cada vez más de ser la sede del área del gobierno local. Cobar tiene dos escuelas primarias, una escuela secundaria, un centro de actividades para jóvenes y un hospital con 31 camas para cuidados intensivos.

### Cobar Quid
El consejo local apoya una moneda local llamada Cobar Quid. Establecida en 2003 por Cobar Business Association Inc. (CBA), Cobar Quid es una moneda que anima a sus residentes a comprar localmente. Esta moneda local es un medallón acuñado que se puede cambiar por bienes y servicios con empresas locales que la acepten.
La CBA vende las monedas al comercio local en valores de $5, $10, $20 y $50, y los medallones son acuñados por la Ceca Real Australiana.
Las empresas pueden canjear los medallones por dinero en efectivo controlado por el Consejo del Condado de Cobar.

## Clima
Cobar tiene un clima semiárido (Clasificación climática de Köppen 'BSh') con veranos calurosos e inviernos frescos. Tiene una precipitación media anual de 390 mm. Las precipitaciones son extremadamente variables, particularmente a finales del verano y principios de la primavera. Las lluvias más cuantiosas han superado los 200 mm en cualquier mes. Las precipitaciones son generalmente solo alrededor de 4 días por mes.
La humedad relativa promedio en Cobar durante el verano es de alrededor del 30% por la tarde y alrededor del 50% a las 9 a. m. En invierno es alrededor del 45% a las 3 p. m. y alrededor del 75% a las 9 a. m.
La velocidad media anual del viento a las 9 a. m. y a las 3 p. m. es de aproximadamente 12,2 km/h, con velocidades menores en las mañanas de invierno.
| Parámetros climáticos promedio de Cobar | Parámetros climáticos promedio de Cobar | Parámetros climáticos promedio de Cobar | Parámetros climáticos promedio de Cobar | Parámetros climáticos promedio de Cobar | Parámetros climáticos promedio de Cobar | Parámetros climáticos promedio de Cobar | Parámetros climáticos promedio de Cobar | Parámetros climáticos promedio de Cobar | Parámetros climáticos promedio de Cobar | Parámetros climáticos promedio de Cobar | Parámetros climáticos promedio de Cobar | Parámetros climáticos promedio de Cobar | Parámetros climáticos promedio de Cobar |
| Mes                                     | Ene.                                    | Feb.                                    | Mar.                                    | Abr.                                    | May.                                    | Jun.                                    | Jul.                                    | Ago.                                    | Sep.                                    | Oct.                                    | Nov.                                    | Dic.                                    | Anual                                   |
| --------------------------------------- | --------------------------------------- | --------------------------------------- | --------------------------------------- | --------------------------------------- | --------------------------------------- | --------------------------------------- | --------------------------------------- | --------------------------------------- | --------------------------------------- | --------------------------------------- | --------------------------------------- | --------------------------------------- | --------------------------------------- |
| Temp. máx. abs. (°C)                    | 47.0                                    | 46.6                                    | 41.5                                    | 36.9                                    | 29.6                                    | 26.3                                    | 25.7                                    | 31.3                                    | 38.7                                    | 39.9                                    | 45.4                                    | 45.6                                    | 47.0                                    |
| Temp. máx. media (°C)                   | 34.4                                    | 33.5                                    | 30.2                                    | 25.4                                    | 20.1                                    | 16.5                                    | 16.0                                    | 18.1                                    | 22.1                                    | 26.3                                    | 29.7                                    | 32.7                                    | 25.4                                    |
| Temp. mín. media (°C)                   | 20.7                                    | 20.2                                    | 17.2                                    | 13.0                                    | 9.0                                     | 6.2                                     | 5.1                                     | 6.2                                     | 9.1                                     | 12.8                                    | 16.0                                    | 18.8                                    | 12.9                                    |
| Temp. mín. abs. (°C)                    | 10.3                                    | 8.4                                     | 6.2                                     | 3.2                                     | 0.4                                     | -2.0                                    | -2.3                                    | -2.5                                    | -0.3                                    | 2.9                                     | 4.4                                     | 8.1                                     | -2.5                                    |
| Precipitación total (mm)                | 44.2                                    | 41.3                                    | 34.6                                    | 25.7                                    | 32.8                                    | 29.1                                    | 27.5                                    | 25.8                                    | 24.6                                    | 33.7                                    | 35.6                                    | 35.5                                    | 392.3                                   |
| Días de precipitaciones (≥ 1 mm)        | 5.8                                     | 4.6                                     | 4.9                                     | 4.2                                     | 6.2                                     | 6.8                                     | 6.4                                     | 5.8                                     | 5.6                                     | 6.4                                     | 6.0                                     | 5.2                                     | 67.9                                    |
| Fuente:                                 |                                         |                                         |                                         |                                         |                                         |                                         |                                         |                                         |                                         |                                         |                                         |                                         |                                         |

## Personas notables
- Lilliane Brady, alcaldesa durante más de 20 años y la alcaldesa con más años de servicio en la historia de Nueva Gales del Sur
- Nik Kosef, exfutbolista profesional de la rugby league del equipo Manly-Warringah Sea Eagles, jugador de primer nivel de 1996, representante de Nueva Gales del Sur y de Australia
- Robert William Rankin, comandante del HMAS Yarra (U77) en 1942, homónimo del HMAS Rankin (SSG 78) comisionado en 2003
- Ernie Toshack, jugador de críquet, miembro de los Invencibles de Bradman (equipo de cricket de Australia en Inglaterra en 1948)
- Dora Birtles, novelista y escritora

## Galería

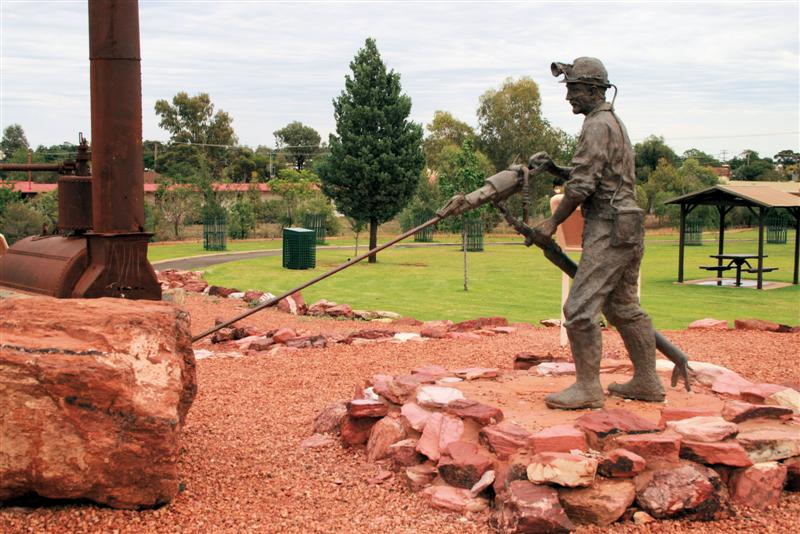
Parque de la Herencia Minera, Cobar
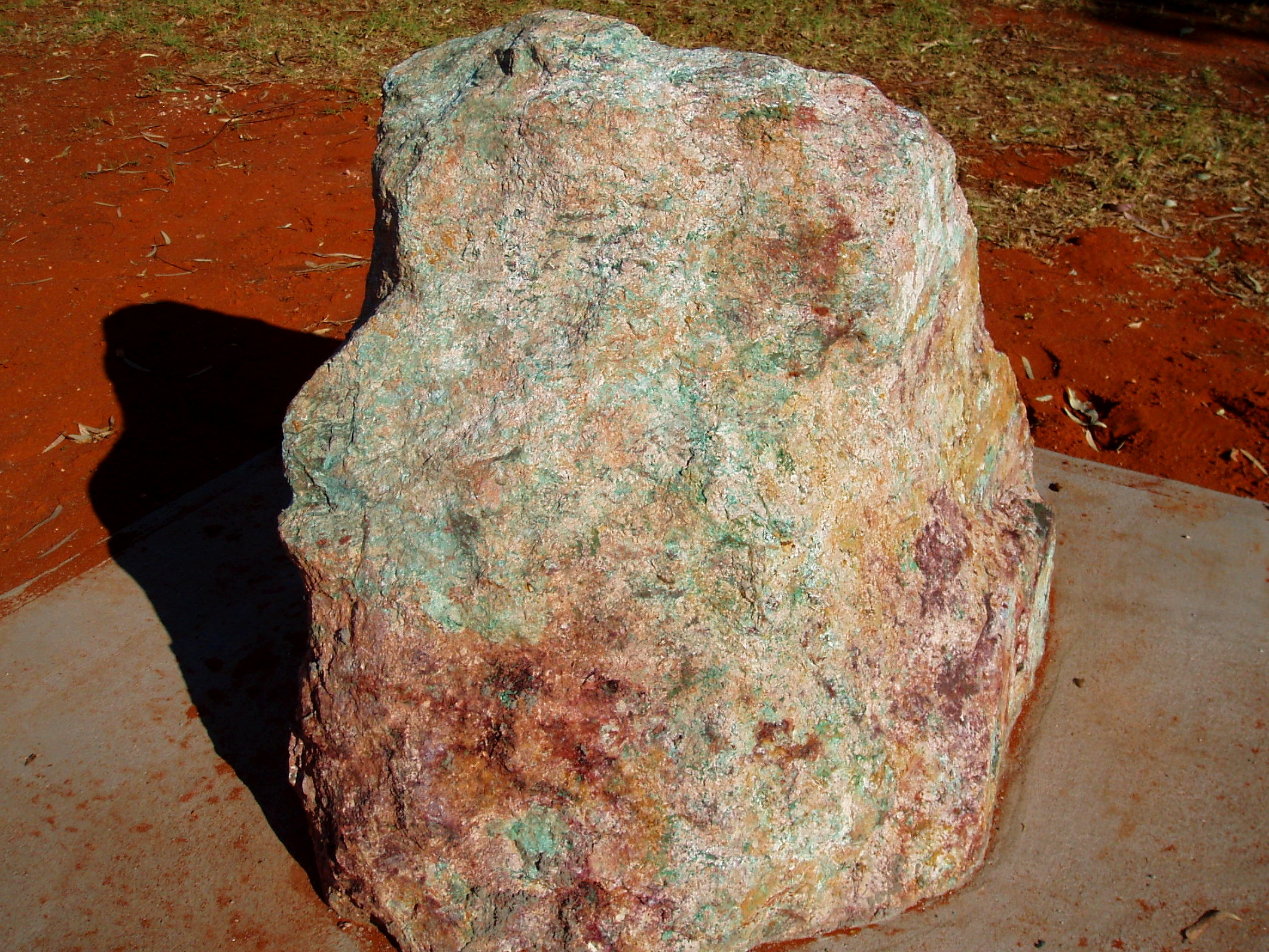
Roca con mena de cobre
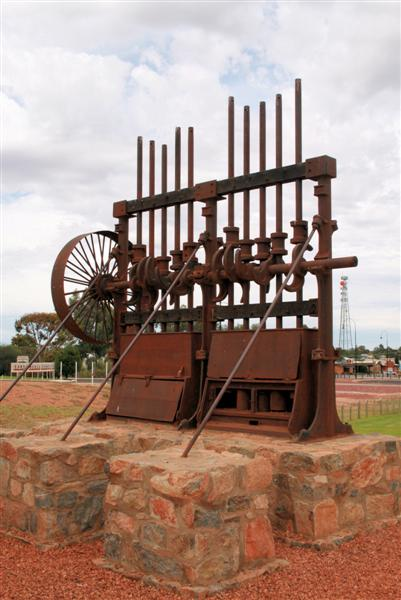
Dispositivo mecánico

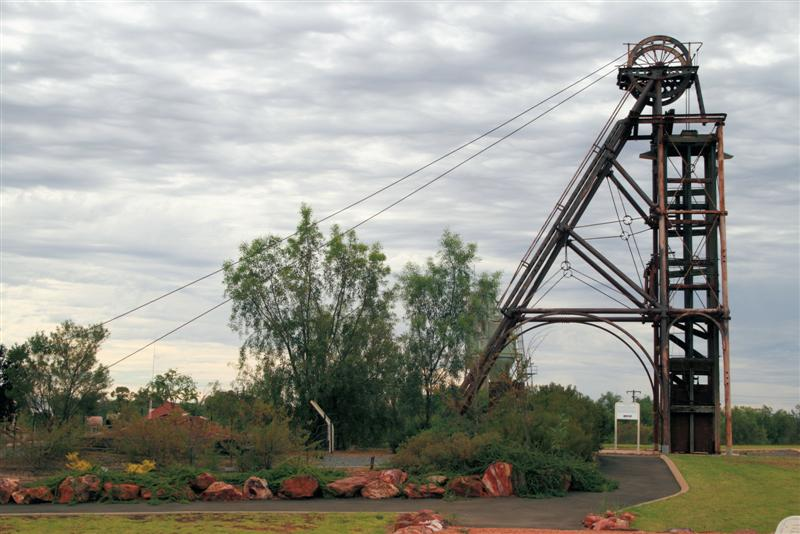
Elevador
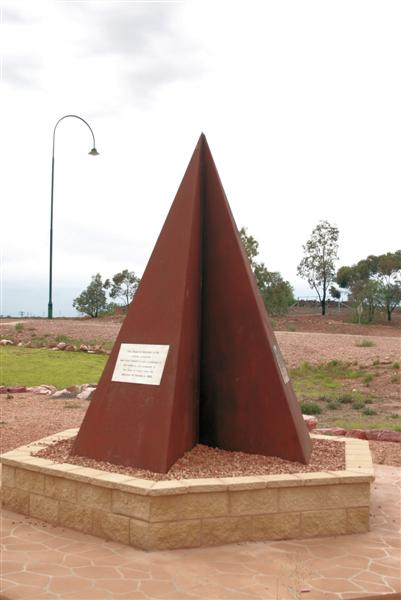
Monumento a los mineros fallecidos
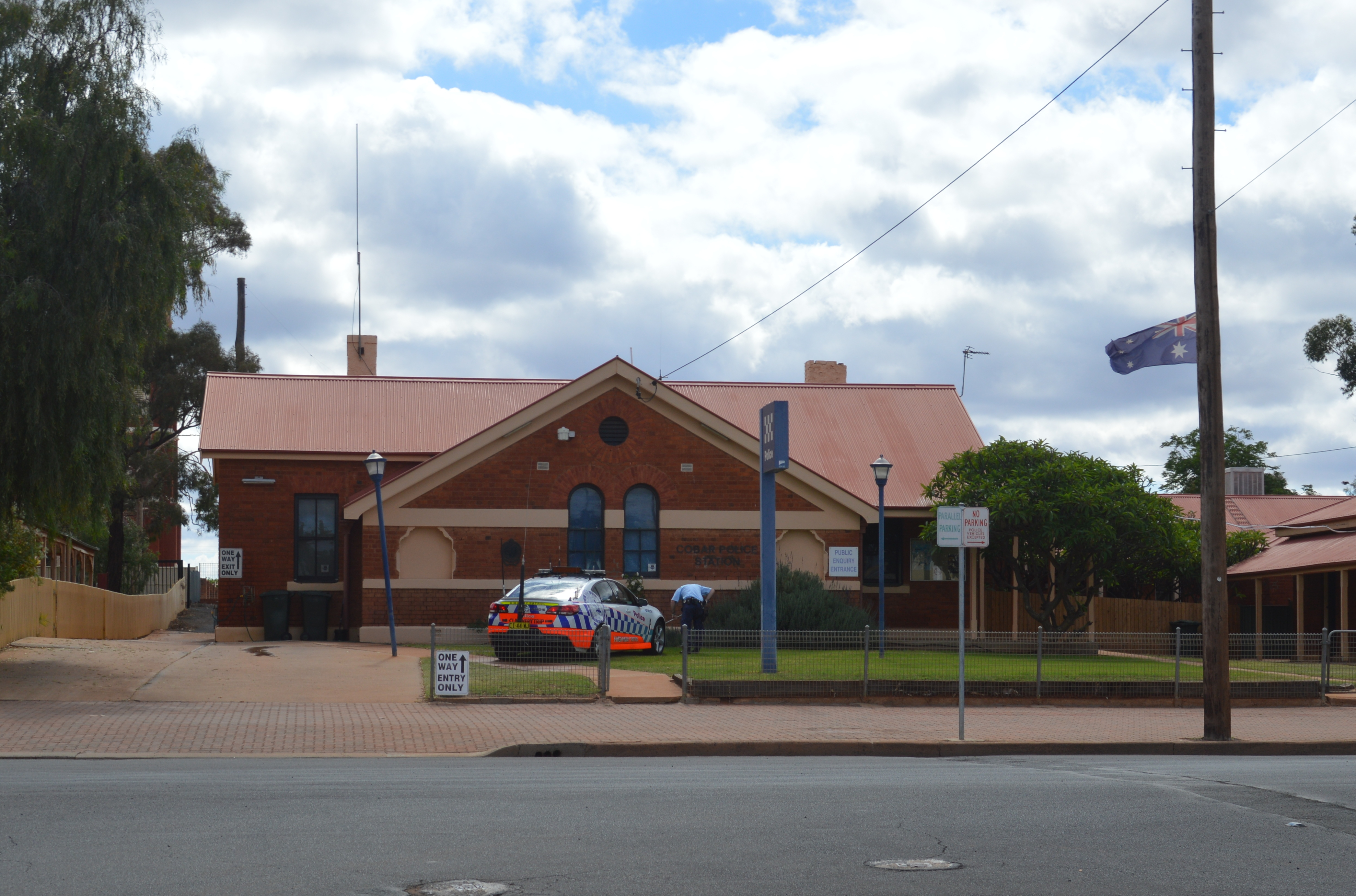
Comisaría de policía de Cobar

## Transportes

### Servicios de tren y autobús
- NSW TrainLink opera un servicio de autobús de Dubbo. La línea de tren a través de Cobar se utiliza hoy en día principalmente para servicios de trenes industriales.
- Véase Línea de ferrocarril de Cobar.

### Aeropuerto
- El aeropuerto de Cobar, ubicado a 5,6 km al suroeste de la ciudad, es una pequeña instalación local.